# Vysoký Les
Vysoký Les je malá vesnice, část obce Sebranice v okrese Svitavy v Pardubickém kraji. Nachází se asi 2,5 kilometru východně od Sebranic. V roce 2009 zde bylo evidováno 14 adres.
Vysoký Les leží v katastrálním území Pohora o výměře 5,64 km2.

## Název
V 19. století se používal německý název vesnice Hohenwald (1836–1852) nebo Hochwald (1839). V období 1877–1880 se také objevuje český překlad Vysoký Les.

## Historie
První písemná zmínka o vesnici pochází z roku 1817.
V archívu v Litomyšli jsou uloženy dokumenty z let 1902 až 1952 o činnosti Svépomocného dobytčího spolku pro Sebranice, Pohoru, Kaliště a Vysoký les.

## Obyvatelstvo
| Rok            | 1869 | 1880 | 1890 | 1900 | 1910 | 1921 | 1930 | 1950 | 1961 | 1970 | 1980 | 1991 | 2001 | 2011 | 2021 |
| -------------- | ---- | ---- | ---- | ---- | ---- | ---- | ---- | ---- | ---- | ---- | ---- | ---- | ---- | ---- | ---- |
| Počet obyvatel | 69   | 64   | 64   | 73   | 77   | 66   | 87   | 47   | 42   | 49   | 33   | 20   | 13   | 6    | 13   |
| Počet domů     | 11   | 11   | 11   | 12   | 12   | 13   | 14   | 15   | 15   | 12   | 7    | 13   | 14   | 14   | 14   |

## Obecní správa
Při sčítání lidu v letech 1880–1930 Vysoký Les byl osadou obce Pohora v okrese Litomyšl. Od roku 1950 je částí obce Sebranice, se kterým patřil nejprve do okresu Litomyšl, ale od roku 1961 v okrese Svitavy.

## Další fotografie

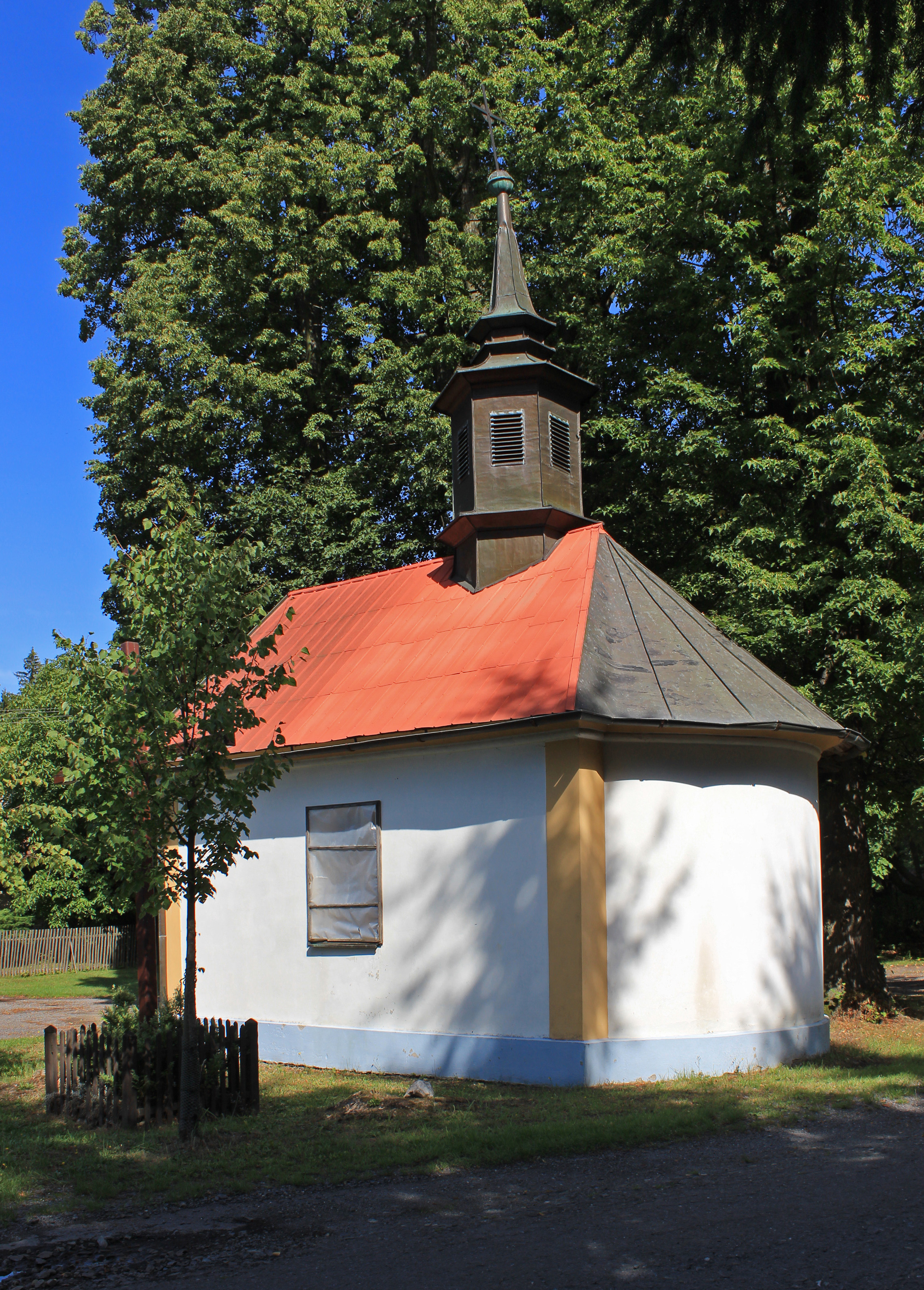
Kaple sv. Anny
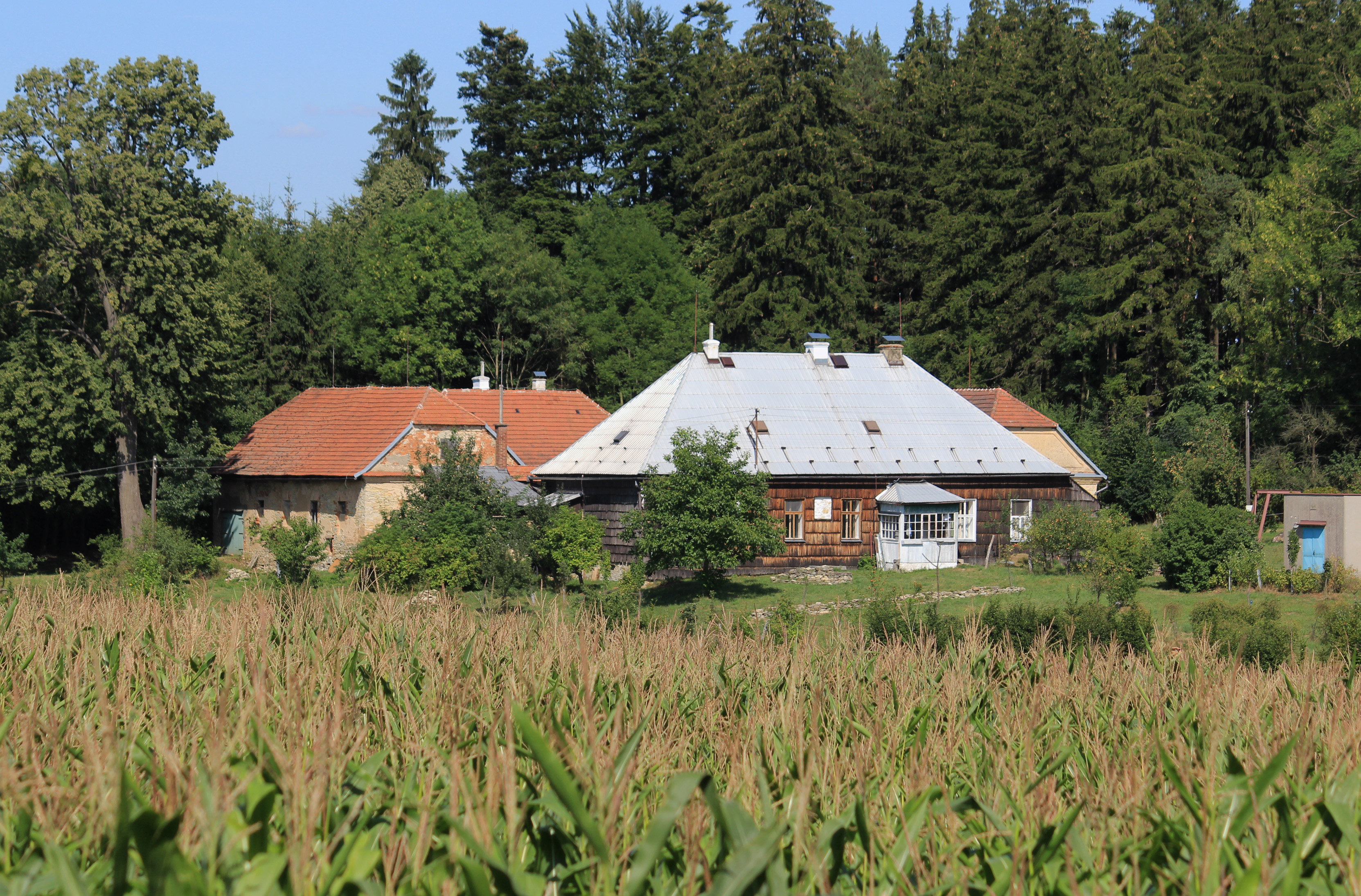
Nejstarší dům ve vesnici – myslivna z r. 1770
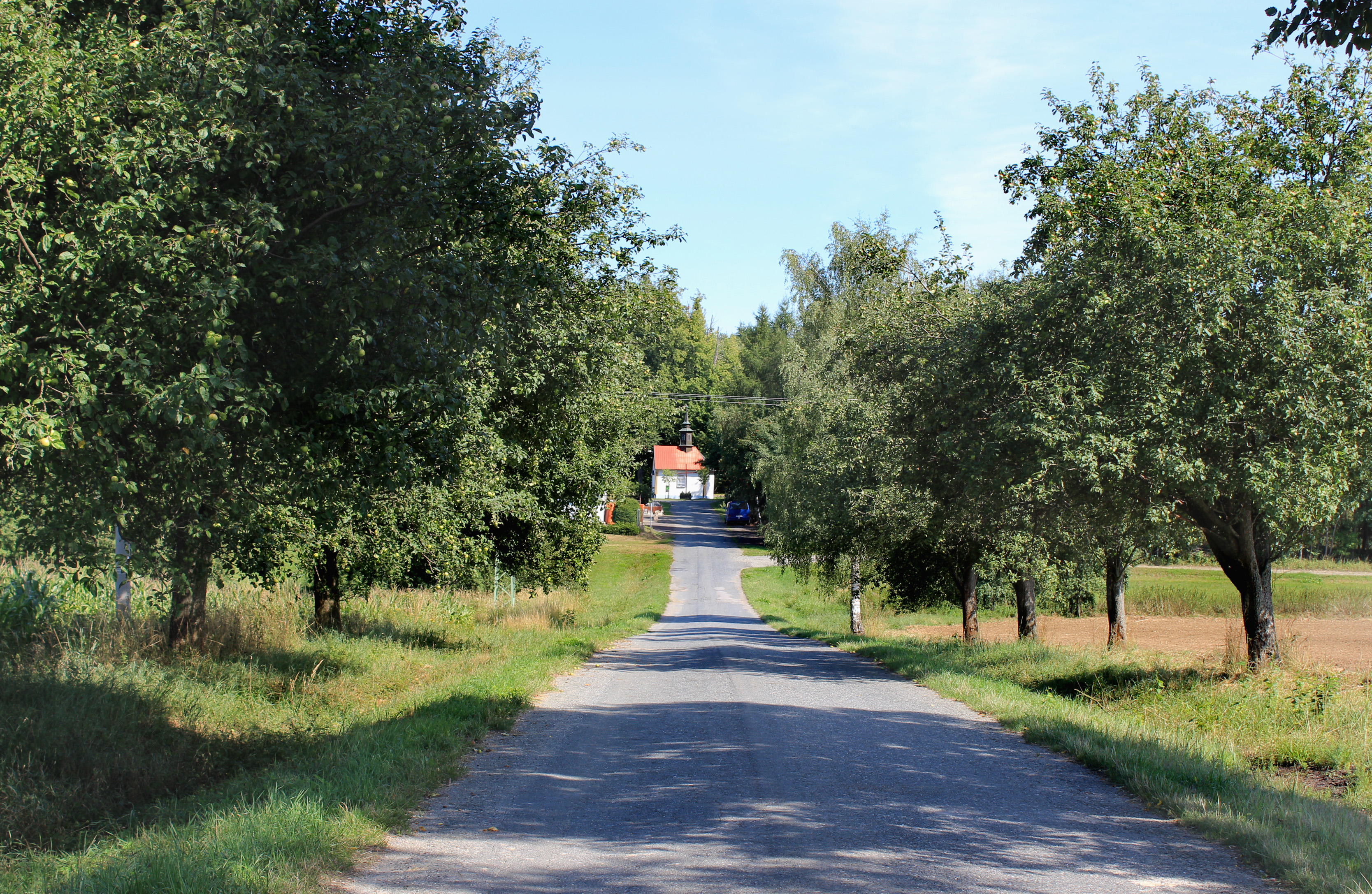
Příjezd k vesnici